# Nepytia pellucidaria
Nepytia pellucidaria (tên tiếng Anh: False Pine Looper) là một loài bướm đêm thuộc họ Geometridae. Loài này có ở Canada (Nova Scotia, New Brunswick, Quebec và Ontario) và khu vực đông bắc Hoa Kỳ (bao gồm Maryland).
Sải cánh khoảng 34–39 mm.
Ấu trùng ăn các loài Pinus rigida, thông đỏ (Pinus resinosa) và có thể các loài thông cứng khác.